# Rubus vandermeijdenii
Rubus vandermeijdenii är en rosväxtart som beskrevs av A. von de Beeh. Rubus vandermeijdenii ingår i släktet rubusar, och familjen rosväxter. Inga underarter finns listade i Catalogue of Life.